# Plounérin
 Plounérin  (en bretón Plounerin) es una población y comuna francesa, situada en la región de Bretaña, departamento de Côtes-d'Armor, en el distrito de Lannion y cantón de Plouaret.

## Demografía
| 845 | 785 | 701 | 689 | 649 | 696 | 736 |
| Para los censos de 1962 a 1999 la población legal corresponde a la población sin duplicidades (Fuente: INSEE [Consultar]) |     |     |     |     |     |     |